# Đá phiến dầu
Đá phiến dầu là một loại đá trầm tích hạt mịn giàu chất hữu cơ và chứa một lượng lớn kerogen có thể chiết tách các loại hydrocarbon lỏng. Các nhà địa chất không xếp nó vào nhóm đá phiến sét, và hàm lượng kerogen cũng khác so với dầu thô. Kerogen đòi hỏi cần phải xử lý nhiều hơn để có thể sử dụng được so với dầu thô,các quá trình xử lý tốn nhiều chi phí so với sử dụng dầu thô cả về mặt tài chính và tác động môi trường. Sự tích tụ đá phiến dầu diễn ra trên khắp thế giới, đa số là ở Hoa Kỳ. Ước tính lượng tích tụ này trên toàn cầu đạt khoảng 2,8 đến 3,3 ngàn tỷ thùng (450×109 đến 520×109 m³) có thể thu hồi.
Quá trình nhiệt phân hóa học có thể biến đổi kerogen trong đá phiến dầu thành dầu thô tổng hợp. Nung đá phiến dầu ở một nhiệt độ đủ cao sẽ tạo ra hơi, quá trình này có thể chưng cất để tạo ra dầu đá phiến giống dầu mỏ và khí đá phiến dầu có thể đốt được (khí đá phiến sét cũng được dùng để chỉ các khí xuất hiện tự nhiên trong đá phiến sét). Các ngành công nghiệp cũng có thể đốt trực tiếp đá phiến dầu như là một nguồn nhiên liệu cấp thấp để phát điện và sưởi ấm, và cũng có thể dùng nó như là nguyên liệu thô trong hóa học và sản xuất vật liệu xây dựng.
Đá phiến dầu được chú ý đến như là một nguồn năng lượng khi mà giá dầu thô thông thường tăng cao và cũng là một lựa chọn đối với các khu vực phụ thuộc vào năng lượng cung cấp từ bên ngoài. Việc khai thác và xử lý đá phiến dầu liên quan đến các vấn đề môi trường như: sử dụng đất, chất thải, sử dụng nước, quản lý nước thải, phát thải khí nhà kính và ô nhiễm không khí. Estonia và Trung Quốc đã phát triển mạnh các ngành công nghiệp về đá phiến dầu, bên cạnh đó còn có các nước : Brazil, Đức, Israel và Nga cũng sử dụng đá phiến dầu.

## Đặc điểm địa chất

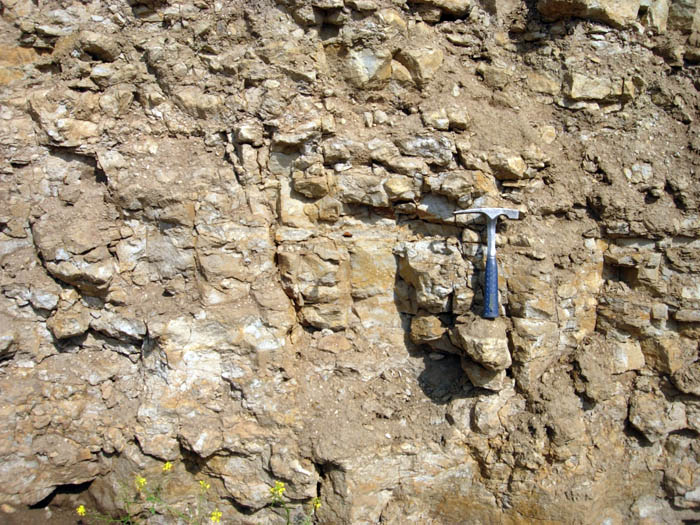
Điểm lộ đá phiến dầu kukersite hệ Ordovic, bắc Estonia.

Đá phiến dầu là một đá trầm tích giàu chất hữu cơ thuộc nhóm nhiên liệu sapropel (trầm tích giàu chất hữu cơ, màu tối, có tỷ lệ hợp chất hữu cơ vượt quá 2% trọng lượng).
Nó không có định nghĩa rõ ràng về mặt địa chất hoặc công thức hóa học xác định, và cũng không phải lúc nào cũng có ranh giới riêng biệt. Các đá phiến dầu khác nhau về thành phần khoáng vật, tuổi, kiểu kerogen và môi trường lắng đọng. Đá phiến dầu khác với đá bitum (cát dầu và đá chứa dầu), than humic và đá phiến sét carbonat. Trong khi cát dầu được tạo ra từ phân rã sinh học của dầu, thì yếu tố nhiệt độ và áp suất chưa chuyển đổi kerogen trong đá phiến dầu thành dầu hỏa.
Đá phiến dầu chứa tỷ lệ chất hữu cơ thấp hơn trong than đá. Trong đá phiến dầu thương mại, tỷ lệ vật chất hữu cơ so với các khoáng vật khác nằm trong khoảng 0,75:5 và 1,5:5. Ở cùng một thời điểm, vật chất hữu cơ trong đá phiến dầu có tỷ lệ hydro/carbon (H/C) thấp hơn trong dầu thô khoảng 1,2 đến 1,8 lần và cao hơn trong than đá khoảng 1,5 đến 3 lần. Thành phần hữu cơ của đá phiến dầu được phân chia theo tổ hợp của sinh vật như xác của tảo, bào tử, phấn hoa, thực vật lớp cutin và các mảnh vụn của cây thân thảo và cây thân gỗ, và các tế bào của các thực vật trên cạn và dưới nước.
Một số tích tụ chứa các hóa thạch có ý nghĩa như mỏ than Messel của Đức hiện là di sản thế giới. Thành phần khoáng vật trong đá phiến dầu chủ yếu gồm silica hạt mịn và carbonat.
Dựa trên các thành phần cơ bản cấu tạo nên đá phiến dầu, các nhà địa chất có thể phân loại các chúng thành đá phiến sét giàu carbonat, đá phiến sét giàu silica, hay đá phiến sét giàu than nến.
Một phân loại khác theo biểu đồ Krevelen, đề cập đến các loại kerogen, dựa vào thành phần hydro, carbon, và oxy của đá phiến dầu. Phân loại được sử dụng rộng rãi nhất được Adrian C. Hutton, Đại học Wollongong, phát triển vào khoảng năm 1987-1991, phù hợp với các thuật ngữ thạch học có nguồn gốc từ nguyên từ học về than. Sự phân loại này chia đá phiến dầu theo môi trường tích tụ sinh khối ban đầu gồm trên cạn, hồ (trầm tích dạng đáy hồ), hay biển (trầm tích dạng đáy biển). Biểu đồ phân loại của Hutton đã chứng minh tính hữu dụng của nó trong việc đánh giá thành phần và sản lượng dầu được chiết tách.

## Trữ lượng

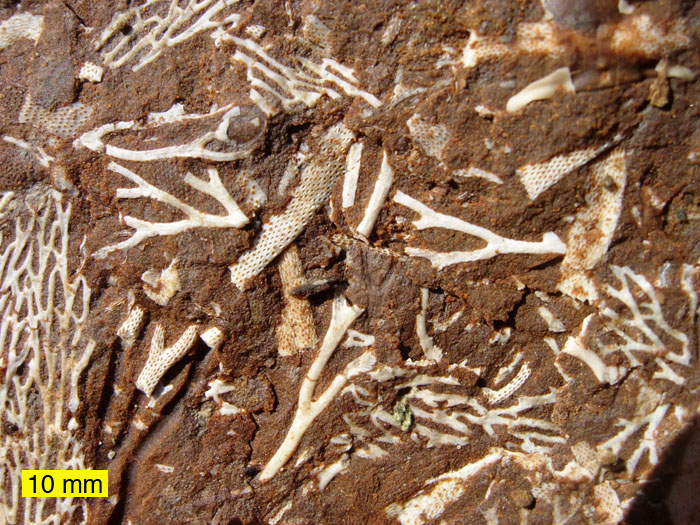
Hóa thạch trong đá phiến dầu (kukersite) tuổi Ordovic, bắc Estonia

Các nhà phân tích chỉ ra sự khác biệt giữa tài nguyên đá phiến dầu và trữ lượng đá phiến dầu. "Tài nguyên" có thể đề cập đến tất cả các mỏ đá phiến dầu trong khi đó "trữ lượng" có ý nghĩa hẹp hơn dùng để chỉ các mỏ đá phiến dầu mà với công nghệ hiện tại có thể khai thác có lãi. Khi công nghệ khai thác phát triển liên tục, các nhà quy hoạch chỉ có thể ước lượng hàm lượng kerogen có thể thu hồi được. Mặc dù tài nguyên đá phiến dầu có mặt ở một số nước nhưng chỉ có 33 nước có thể khai thác mang lại giá trị kinh tế. Các mỏ được thăm dò tốt, có khả năng xếp vào trữ lượng như các mỏ thuộc hệ tầng sông Green miền tây Hoa Kỳ, các mỏ có tuổi đệ Tam ở Queensland, Úc, các mỏ ở Thụy Điển và Estonia, mỏ El-Lajjun ở Jordan, và các mỏ ở Pháp, Đức, Brazil, Trung Quốc, nam Mông Cổ và Nga. Các mỏ này được đánh giá là có khả năng sản xuất ít nhất 40 lít dầu từ 1 tấn đá phiến dầu bằng thí nghiệm Fischer.
Theo đánh giá năm 2005, tài nguyên đá phiến dầu trên toàn thế giới đạt khoảng 411 tỷ tấn - đủ để sản xuất 2,8 đến 3,3 ngàn tỷ thùng (520 km³) dầu. Trữ lượng này hơn hẳn trữ lượng dầu truyền thống trên toàn thế giới, ước tính khoảng 1,317 ngàn tỷ thùng (209,4 km³) dầu theo số liệu ngày 1 tháng 1 năm 2007. Các mỏ lớn nhất thế giới tập trung ở Hoa Kỳ trong hệ tầng sông Green, khoảng 70% các mỏ này nằm dưới đất được quản lý bởi chính phủ liên bang Hoa Kỳ. Các mỏ ở Hoa Kỳ chiếm 62% các nguồn tài nguyên trên thế giới, nếu tính cả Hoa Kỳ, Nga và Brazil thì con số này đạt 86%. Các con số này vẫn mang tính định hướng dựa trên những kết quả thăm dò và phân tích trữ lượng của những mỏ đã được khảo sát. Giáo sư Alan R. Carroll Đại học Wisconsin-Madison cho rằng các mỏ đá phiến dầu nguồn gốc hồ thuộc Permi thượng miền tây bắc Trung Quốc, đã không được đề cập trong các đánh giá trữ lượng đá phiến dầu trên toàn cầu, có kích thước có thể so sánh được với hệ tầng sông Green.

## Lịch sử

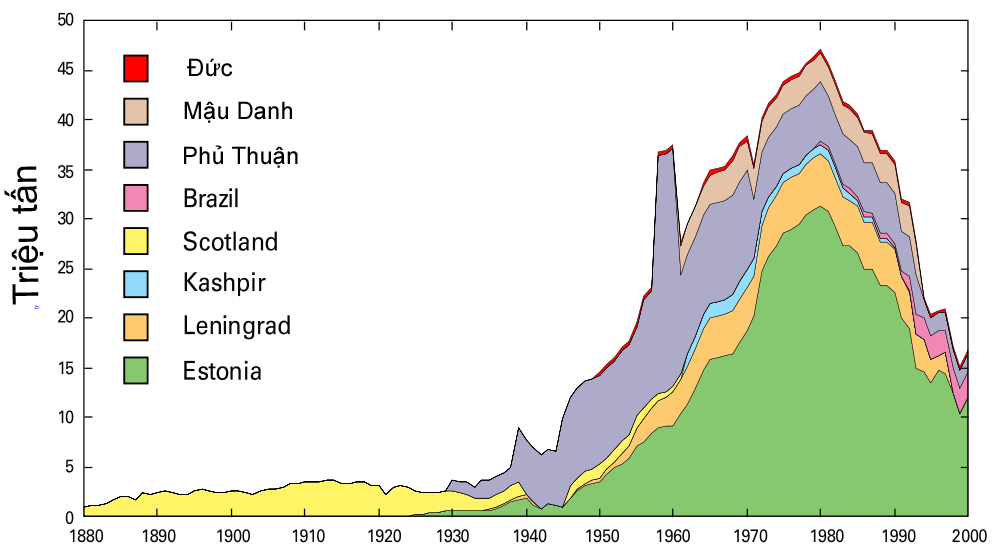
Sản lượng đá phiến dầu (triệu tấn) ở Estonia (mỏ Estonia), Nga (mỏ Leningrad và Kashpir), Vương quốc Anh (Scotland, Lothians), Brazil (hệ tầng Irati), Trung Quốc (mỏ Mậu Danh và Phú Thuận), và Đức (Dotternhausen) từ 1880 đến 2000

Con người đã sử dụng đá phiến dầu để làm nhiên liệu từ thời tiền sử, vì nó được đốt trực tiếp mà không qua bất kỳ khâu xử lý nào. Người Anh thời đại đồ sắt đánh bóng nó và nắn nó thành đồ trang sức. Công nghiệp khai khoáng đá phiến dầu hiện đại bắt đầu từ năm 1837 ở Autun, Pháp theo sau đó là Scotland năm 1850, Úc năm 1865, và một vài quốc gia khác. Hoạt động khai thác trong suốt thế kỷ XIX chủ yếu tập trung vào sản xuất dầu hỏa, đèn dầu và parafin; các sản phẩm này giúp cung cấp cho nhu cầu thắp sáng đang tăng mạnh trong suốt cuộc cách mạng công nghiệp. Dầu thô, dầu bôi trơn và dầu nhờn, và amoni sulfat cũng được sản xuất. Công nghiệp đá phiến dầu phát triển nhanh chóng trước Chiến tranh thế giới thứ nhất do bị hạn chế tiếp cận đến nguồn dầu mỏ truyền thống và để sản xuất một lượng lớn sản phẩm sử dụng cho xe máy và xe tải, là những sản phẩm sử dụng chung với xăng.
Năm 1912, Văn phòng Tài nguyên Dầu khí và Đá phiến dầu Hải quân, nay trực thuộc Bộ Năng lượng Hoa Kỳ, được thành lập. Nguồn năng lượng đá phiến dầu được xem như nguồn dự phòng cho quân đội, đặc biệt là hải quân. Năm 1900 New Zealand bắt đầu xây dựng nhà máy đá phiến dầu, 1915 là Thụy Điển, Thụy Sĩ 1921, Estonia năm 1921, Tây Ban Nha năm 1922, Trung Quốc năm 1929 và Nam Phi năm 1935.
Năm 1924, dự án năng lượng Tallinn lần đầu tiên trên thế giới tập trung khai thác dầu từ đá phiến.
Mặc dù các ngành công nghiệp đá phiến dầu của Trung Quốc và Estonia vẫn tiếp tục phát triển sau Chiến tranh thế giới thứ hai, vào khoảng thập niên 1950 và 60, hầu hết các nước khác (Pháp, Úc, New Zealand, Tây Ban Nha, Scotland và Nam Phi) đã dừng các dự án của họ do chi phí xử lý cao và dầu mỏ giá rẻ hơn đã có sẵn. Riêng nước Đức vẫn duy trì khai thác đá phiến dầu làm xi măng, năng lượng và các sản phẩm nhiệt lượng khác bởi tập đoàn Holcim.
Sau cuộc khủng hoảng dầu năm 1973, sản lượng đá phiến dầu trên thế giới đạt đến đỉnh là 46 triệu tấn trong năm 1980 và sau đó giảm xuống còn 16 triệu tấn năm 2000, do sự cạnh tranh của chương trình dầu mỏ truyền thống giá rẻ thập niên 1980.
Ngày 2 tháng 5 năm 1982, sự kiện "ngày chủ nhật đen", Exxon đã hủy bỏ dự án đá phiến dầu Colony trị giá 5 tỷ USD gần Parachute, Colorado do giá dầu thấp và chi phí sản xuất tăng, làm hơn 2.000 công nhân mất việc và phải thế chấp nhà cửa để trả nợ, kéo theo sự phá sản của các doanh nghiệp nhỏ.
Năm 1986, Tổng thống Ronald Reagan ký Đạo luật Điều hòa Ngân sách Tổng hợp năm 1985 (Consolidated Omnibus Budget Reconciliation Act of 1985) để hủy bỏ chương trình tổng hợp nhiên liệu lỏng của Hoa Kỳ.
Công nghiệp đá phiến dầu toàn cầu bắt đầu sống lại vào đầu thế kỷ XXI. Năm 2003, một chương trình khai thác đá phiến dầu khởi động lại ở Hoa Kỳ. Các nhà chức trách giới thiệu một chương trình cho thuê thương mại cho phép chiết tách dầu từ đá phiến dầu và cát dầu trên các vùng đất của liên bang vào năm 2005, phù hợp với Đạo luật về chính sách năng lượng năm 2005 (Energy Policy Act of 2005).

## Công nghiệp

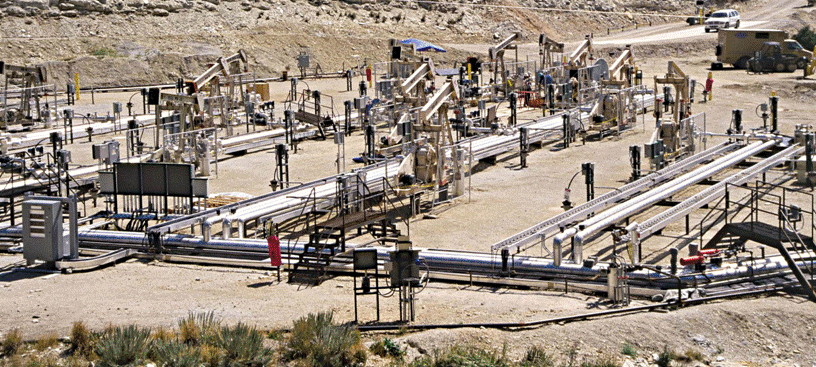
Công trình thí nghiệm hiện trường của Shell, bồn trũng Piceance, Colorado, USA

Năm 2008, ngành công nghiệp sử dụng đá phiến dầu ở Brazil, Trung Quốc, Estonia và một vài vùng ở Đức, Israel, và Nga. Một vài quốc gia khác sau đó cũng đã bắt đầu xử lý đá phiến dầu và xây dựng các cơ sở sản xuất thí điểm, trong khi các quốc gia khác đã đi vào giai đoạn kết thúc ngành công nghiệp đá phiến dầu của họ. Dự trữ đá phiến dầu để sản xuất dầu thô ở Estonia, Brazil, và Trung Quốc; để phát điện ở Estonia, Trung Quốc, Israel, và Đức; để sản xuất xi măng ở Estonia, Đức, và Trung Quốc; và dùng trong công nghiệp hóa học ở Trung Quốc, Estonia, và Nga. Năm 2005, riêng Estonia đã chiếm khoảng 70% sản lượng đá phiến dầu trên thế giới.
Romania và Nga trong quá khứ đã đốt đá phiến dầu để chạy nhà máy điện, nhưng sau đó đã ngưng sử dụng nguồn nhiên liệu này và thay thế bằng các nguồn nhiên liệu khác như khí thiên nhiên. Jordan và Ai Cập dự định xây các nhà máy điện đốt bằng đá phiến dầu, trong khi đó Canada va Thổ Nhĩ Kỳ dự định xây các nhà máy điện đốt bằng đá phiến dầu cùng với than. Sử dụng đá phiến dầu như là nguồn nhiên liệu chính để phát điện chỉ có ở Estonia, nhà máy điện Narva ở đây sản xuất 95% sản lượng điện của quốc gia này trong năm 2005.

## Chiết tách và xử lý

Quy trình chiết tách đá phiến dầu

Hầu hết việc khai thác đá phiến dầu liên quan đến khai thác mỏ theo sau đó là vận chuyển sản phẩm đến nơi nào đó đốt để phát điện hoặc trải qua các quá trình xử lý. Phương pháp thông thường nhất là khai thác mỏ lộ thiên. Các công đoạn bao gồm bốc đi lớp phủ (đất, thực vật) để lộ ra đá phiến dầu trong trường hợp mỏ nằm gần mặt đất. Trong trường hợp mỏ nằm dưới sâu phải sử dụng phương pháp khai thác hầm lò, phương pháp này chỉ bốc đi một phần nhỏ lớp phủ trên bề mặt sau đó đào các đường hầm và khai thác theo kiểu buồng và trụ chống.
Việc tách các thành phần có ích từ đá phiến dầu thường diễn ra trên mặt đất (xử lý ngoài hiện trường (ex-situ), tuy nhiên một số công nghệ hiện đại cho phép việc xử lý có thể được tiến hành ngay tại hiện trường (in-situ) dưới lòng đất.  Trong cả hai trường hợp, quá trình nhiệt phân hóa học chuyển đổi kerogen trong đá phiến dầu thành dầu thô và khí tổng hợp. Các công nghệ biến đổi phổ biến nhất là nung đá phiến dầu trong điều kiện thiếu oxy ở áp xuất mà tại đó kerogen phân hủy thành khí, dầu cô đặc, và cặn dầu rắn. Quá trình này diễn ra trong khoảng nhiệt độ từ 450 °C (842 °F) đến 500 °C (932 °F). Quá trình phân hủy bắt đầu ở nhiệt độ tương đối thấp (300 °C (570 °F)), nhưng quá trình trở nên nhanh hơn và hoàn toàn hơn ở nhiệt độ cao hơn.
Xử lý tại hiện trường (in-situ) sử dụng nhiệt để nung đá phiến dầu dưới lòng đất. Các công nghệ này có khả năng chiết tách nhiều dầu hơn từ một khu vực mỏ cho trước so với xử lý ngoài hiện trường, vì khi đó họ có thể xử lý vật liệu ở độ sâu lớn hơn so với việc xử lý ở các mỏ trên mặt.
Một số công ty có bằng sáng chế độc quyền về các phương pháp xử lý tại hiện trường. Tuy nhiên, phần lớn các phương pháp này vẫn còn trong giai đoạn thử nhiệm. Có thể so sánh quá trình xử lý hiện trường thuần túy (true in-situ - TIS) và hiện trường cải tiến (modified in-situ - MIS). Xử lý ngay tại hiện trường thuần túy không liên quan đến khai thác mỏ đá phiến dầu, còn xử lý bằng phương pháp hiện trường cải tiến liên quan đến việc loại bỏ một phần đá phiến dầu và mang chúng lên mặt đất để xử lý tạo độ thấm cho khí thoát ra trong lò nung cuội sỏi. Chúng vỡ ra thành các mảnh vụn đá phiến dầu.
Hàng trăm bằng sáng chế về công nghệ chưng cất đá phiến dầu đã được cấp; tuy nhiên, chỉ vài chục là đã qua thử nghiệm. Năm 2006, chỉ có 4 công nghệ đã được sử dụng trong thương mại là: Kiviter, Galoter, Fushun, và Petrosix.

## Ứng dụng và các sản phẩm
Các ngành công nghiệp có thể sử dụng đá phiến dầu để làm nhiên liệu chạy các nhà máy nhiệt điện, đốt nó (giống như đốt than) để làm quay các tuốc bin hơi nước; một vài nhà máy kiểu này sử dụng nhiệt để sưởi khu vực nhà dân và trung tâm thương mại. Các nhà máy năng lượng đá phiến dầu cỡ lớn ở Estonia có công suất lắp đặt đạt 2.967 megawatt (MW), ở Israel là 12,5 MW, Trung Quốc là 12 MW, và Đức là 9,9 MW.
Thêm vào đó ngoài việc sử dụng làm nhiên liệu, đá phiến dầu cũng có thể dùng để xản suất sợi carbon chuyên dụng, carbon hấp phụ, carbon đen, phenol, nhựa, keo, các chất thuộc da, mát tít, bitum đường, xi măng, gạch, đá khối dùng trang trí và trong xây dựng, chất bổ sung vào đất, phân bón, sợi cách nhiệt (cách âm), thủy tinh, dược phẩm. Tuy vậy, đá phiến dầu sử dụng để xản suất các sản phẩm này thì rất ít, hoặc chỉ ở giai đoạn thí nghiệm. Một số mỏ đá phiến dầu chứa lưu huỳnh, amonia, nhôm, tro soda Na2 CO3, urani, và nahcolit (NaHCO3) là các sản phẩm chiết tách từ đá phiến dầu. Giữa năm 1946 và 1952, loại đá phiến sét có nguồn gốc biển Dictyonema dùng để tách urani được sản xuất ở Sillamäe, Estonia, và giữa năm 1950 và 1989 khí từ đá phiến dầu tổng hợp Thụy Điển sử dụng đá phiến sét phèn cho mục đích tương tự. 
Khí tổng hợp được sử dụng để thay thế khí thiên nhiên, nhưng năm 2008, việc sản xuất khí này để sử dụng giống như khí thiên nhiên không thể thực hiện được nữa vì lý do kinh tế.
Dầu chiết tách từ đá phiến dầu không thể thay thế những đặc tính ứng dụng của dầu thô một cách trực tiếp vì nó chứa hàm lượng olefin, oxy và nitơ cao hơn dầu thô truyền thống. Một vài loại đá phiến dầu có thể có hàm lượng lưu huỳnh hoặc asen cao hơn. Khi so sánh với dầu thô ngọt nhẹ Texas (West Texas Intermediate), tiêu chuẩn benchmark áp dụng cho dầu thô cho thị trường tương lai, hàm lượng lưu huỳnh trong đá phiến dầu sông Green biến động từ gần 0% đến 4,9% (trung bình 0,76%), trong khi đó hàm lượng này ở West Texas Intermediate cao nhất là 0,42%. Hàm lượng lưu huỳnh trong đá phiến dầu của Jordan có thể lên tới 9,5%.
Ví dụ, hàm lượng asen sẽ là trở ngại đối với đá phiến dầu sông Green vì hàm lượng này càng cao cũng có nghĩa là dầu phải trải qua các công đoạn nâng cấp chất lượng trước khi đưa vào nhà máy lọc dầu.
Các quá trình chưng cất trên mặt đất thường hướng đến các mỏ đá phiến dầu có chỉ số API thấp hơn các quá trình xử lý tại hiện trường. Đá phiến dầu tốt nhất là dùng để chưng cất ra các sản phẩm trung bình như kerosen, nhiên liệu động cơ, và diesel. Nhu cầu thế giới về các sản phẩm chưng cất này, đặc biệt dùng làm nhiên liệu diesel, tăng nhanh chóng trong thập niên 1990 và 2000. Tuy nhiên, các quá trình chưng cất thích hợp tương tự như cracking hydro có thể chuyển đá phiến dầu thành các hydrocarbon nhẹ như xăng.

## Kinh tế
Trong suốt đầu thế kỷ XX, công nghiệp dầu thô phát triển mạnh, từ đó những nỗ lực khai thác các mỏ đá phiến dầu chỉ đạt nhiều thành công khi giá đá phiến dầu trong một khu vực cụ thể giảm xuống thấp hơn giá dầu thô hoặc so với các sản phẩm thay thế khác.
Theo cuộc khảo sát của RAND Corporation, chi phí sản xuất một thùng dầu tại một tổ hợp chưng chất trên mặt đất ở Hoa Kỳ (bao gồm mỏ, nhà máy chưng cất, nhà máy nâng cao chất lượng, hỗ trợ vận chuyển, và hoàn thổ đá phiến sét), nằm trong khoảng 70–95 USD (440–600 USD/m³, điều chỉnh theo giá năm 2005). Giá ước lượng này có xét đến sự thay đổi cấp độ chất lượng kerogen và ảnh hưởng của quá trình chiết tách. Để vận hành có lợi nhuận, giá dầu thô cần duy trì không rớt xuống các mức như dự đoán ở trên. Việc phân tích cũng xem xét đến khả năng chi phí xử lý có thể giảm xuống sau khi xây dựng tổ hợp. Một tổ hợp theo giả thuyết có thể đạt đến việc giảm chi phí khoảng 35–70% sau khi sản xuất 500 triệu thùng dầu đầu tiên, cộng với việc tăng chi phí đầu ra 25 ngàn thùng dầu trong suốt các năm sau khi bắt đầu sản xuất thương mại, RAND dự đoán rằng chi phí sẽ giảm xuống 35–48 USD/thùng (220–300 USD/m³) trong 12 năm. Sau khi đạt mốc 1 tỷ thùng, các chi phí có thể giảm xuống còn 30–40 USD/thùng (190–250 USD/m³).
Một số nhà bình luận so sánh ngành công nghiệp đá phiến dầu Hoa Kỳ với ngành công nghiệp cát dầu Athabasca, chỉ ra rằng "giai đoạn đầu tiên gặp nhiều khó khăn nhất, trong cả hai lĩnh vực kỹ thuật và kinh tế".
Royal Dutch Shell thông báo rằng công nghệ khai thác tại hiện trường của công ty này ở Colorado có thể cạnh canh với giá trên 30 đô la một thùng (190 USD/m³), trong khi các công nghệ khác với sản lượng tối đa chỉ có lời khi giá bán không thấp hơn 20 USD một thùng (130 USD/m³).
Để tăng hiệu quả thu hồi từ đá phiến dầu, các nhà nghiên cứu đã đề xuất và thử nghiệm một số quá trình đồng nhiệt phân. Một bài báo trong tạp chí Pétrole Informations  xuất bản năm 1972 so sánh sản lượng dầu từ đá phiến dầu với các sản phẩm lỏng từ than rằng các sản phẩm hóa lỏng từ than thì ít đắt hơn, tạo ra nhiều dầu hơn, và ít tác động đến môi trường hơn là chiết tách từ đá phiến dầu. Bài báo cũng nêu rằng có thể tạo 650 lít (170 galon Mỹ; 140 imp gal) dầu từ một tấn than, trong khi đó chỉ tạo ra được 150 lít (40 galon Mỹ; 33 imp gal) dầu từ 1 tấn đá phiến dầu.
Do đó người ta tính toán khả năng khai thác đá phiến dầu tới hạn dựa vào tỷ số năng lượng được sản xuất bởi đá phiến dầu và năng lượng được sử dụng trong các công trình khai thác mỏ và trong các quá trình xử lý nó, tỷ số này được gọi là "Năng lượng thu hồi dựa trên năng lượng đầu tư" EROEI (Energy Returned on Energy Invested). Kết quả nghiên cứu vào năm 1984 ước tính rằng EROEI đối với các mỏ đá phiến dầu thay đổi trong khoảng 0,7–13,3 mặc dù số liệu từ các dự án khai thác đá phiến dầu cho thấy rằng tỷ số này dao động từ 3 đến 10. Royal Dutch Shell công bố tỷ số EROEI đạt 3 đến 4 của mỏ mà họ đã và đang khai thác tại hiện trường trong dự án Mahogany. Bên cạnh đó, nước cần trong việc xử lý lọc đá phiến dầu cũng tạo ra một sức hút về kinh tế: điều này có thể là một vấn đề đối với các khu vực khan hiếm nước.

## Các vấn đề môi trường

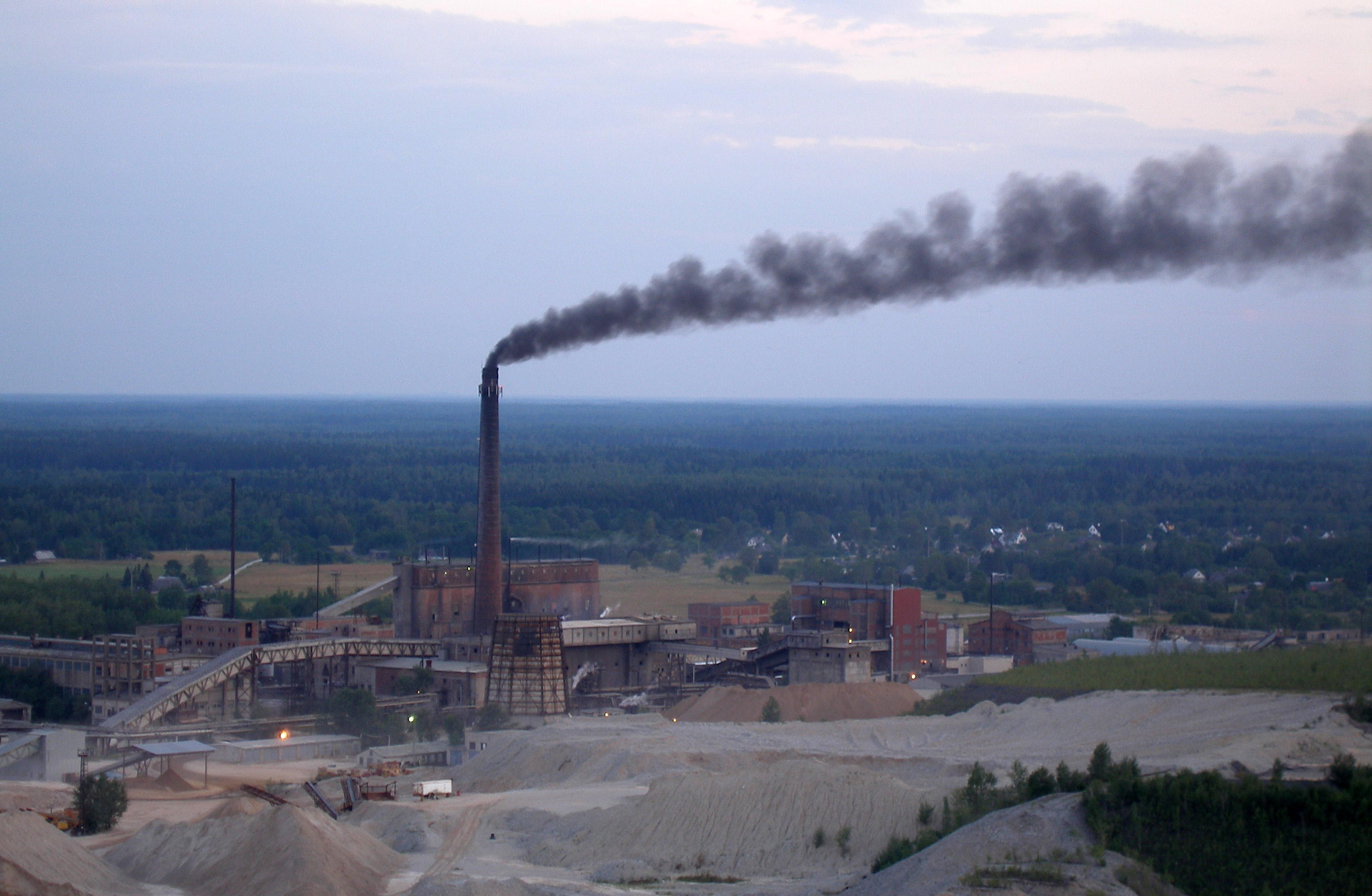
Khu vực xử lý đá phiến dầu Kiviõli và nhà máy hóa chất ở ida-Virumaa, Estonia

Khai thác đá phiến dầu gây ra một số tác động môi trường, đặc biệt là khai thác lộ thiên sẽ tác động nhiều hơn khi khai thác hầm lò. Các yếu tố tác động như nước acid mỏ, các kim loại cuốn theo dòng nước mặt và nước dưới đất, tăng xói mòn, phát thải khí lưu huỳnh, và ô nhiễm không khí từ các nhà máy xử lý, khâu vận chuyển và các hoạt động hỗ trợ khác trong khai thác và chế biến. Năm 2002, ngành công nghiệp năng lượng ở Estonia sử dụng đá phiến dầu làm nguồn nguyên liệu chính phát thải khí là nguyên nhân cho 97% ô nhiễm không khí, 86% ô nhiễm chất thải và 23% ô nhiễm nước.
Khai thác đá phiến dầu có thể phá hủy giá trị của đất về mặt sinh học và giải trí, và hệ sinh thái trong khu vực khai thác mỏ. Các quá trình đốt và tạo nhiệt phát sinh ra nhiều chất thải rắn và thải vào khí quyển các chất khí như carbon dioxide, khí nhà kính. Các nhà môi trường học phản đối sản xuất và sử dụng đá phiến dầu vì nó tạo ra thậm chí là nhiều khí nhà kính hơn các nguyên liệu hóa thạch thông thường. Trong điều 526 của Đạo luật Độc lập và An ninh Năng lượng (Energy Independence And Security Act) cấm các cơ quan Chính phủ Hoa Kỳ mua dầu được sản xuất từ các quá trình xử lý mà việc phát thải khí nhà kính nhiều hơn so với dầu mỏ thông thường. Các quá trình biến đổi dầu tại hiện trường mang tính thử nghiệm và các công nghệ hấp thụ và chứa carbon có thể làm giảm thiểu những lo lắng này trong tương lai nhưng cùng lúc nó có thể gây ra những vấn đề môi trường khác như ô nhiễm nước dưới đất.
Một số nhà phê bình thì nhấn mạnh đến việc sử dụng nước trong ngành công nghiệp đá phiến dầu. Ví dụ, năm 2002, công nghiệp năng lượng đốt đá phiến dầu ở Estonia sử dụng 91% tổng lượng nước tiêu thụ của nước này. Tùy thuộc vào công nghệ, đối với chưng cất đá phiến dầu trên mặt đất sử dụng từ 1 đến 5 thùng nước để sản xuất ra 1 thùng dầu. Năm 2007 bản báo cáo hiện trạng tác động môi trường được Cục địa chính Hoa Kỳ phát hành chỉ ra rằng các hoạt động khai thác mỏ lộ thiên và lọc dầu tạo ra từ 8–38 lít nước thải trên mỗi tấn đá phiến dầu được xử lý. Theo một đánh giá, quá trình xử lý tại hiện trường sử dụng khoảng 1/10 lượng nước như trên.
Mối quan tâm về nước trở thành vấn đề đặc biệt nhạy cảm đối với các khu vực khô cằn như miền tây Hoa Kỳ và sa mạc Negev của Israel, vì nơi này các dự án có từ trước mở rộng chiết tách dầu bất chấp sự cạn kiệt nguồn nước.
Các nhà hoạt động môi trường, bao gồm các thành viên của tổ chức Hòa bình xanh đã tổ chức các cuộc phản đối mạnh mẽ đối với ngành công nghiệp đá phiến dầu. Một trong những kết quả đạt được là công ty Tài nguyên Năng lượng Queensland (Queensland Energy Resources) buộc phải dừng dự án đá phiến dầu Stuart (Stuart Oil Shale Project) ở Úc trong năm 2004.

## Đá phiến dầu ngoài Trái Đất
Một số sao chổi chứa một lượng lớn vật liệu hữu cơ gần giống với đá phiến dầu chất lượng cao, tương đương với km khối vật liệu đó trộn với vật liệu khác; ví dụ các hydrocacbon tương ứng đã được phát hiện trong một chuyến thăm dò bay ngang qua đuôi Sao chổi Halley vào năm 1986 .